# Trophée de l'Association internationale des organisateurs de courses cyclistes
Le Trophée de l'AIOCC attribué chaque année par l' Association internationale des organisateurs de courses cyclistes était un des challenges que cette association a créé, dans le but d'encourager, de développer et de sauvegarder le sport cycliste. Le Trophée de l'AIOCC concernant le secteur "amateurs" est décerné à partir de 1967. Jusqu'en 1988 il résulte d'un classement annuel par pays, basé sur un cumul de points obtenus par les classements individuels  des coureurs des sélections nationales dans un certain nombre d'épreuves cyclistes. Il permet d'assurer à un certain  nombre de compétitions cyclistes de chaque pays la présence de sélections nationales désireuses d'acquérir des points pour le Trophée.  

## L'AIOCC
L'Association internationale des organisateurs de courses cyclistes est créée en 1956 par les responsables de trois organisations de grandes épreuves cyclistes Jacques Goddet, Félix Lévitan, des journaux L'Équipe et Le Parisien libéré, Vincenzo Torriani, de La Gazzetta dello Sport, M Stassel,  pour les Sports de Bruxelles. Dès l'année 1958 sont attribués des trophées recompensant le meilleur coureur de l'année et la meilleure équipe (que cette équipe soit celle d'une marque, ou qu'elle soit nationale). Ces trophées ne connaissent qu'une audience limitée, du fait de l'existence de Classements internationaux et nationaux dont le sponsoring est plus visible et mieux doté : le challenge Desgrange-Colombo (1947-1958) puis les trophées Super-prestige Pernod pour ce qui est de l'international. L'attribution de ces Challenges perdure. Depuis 1958 de nombreuses personnalités se sont vu attribuer un trophée du l'AIOCC à des titres divers. Mais elle méconnaît le secteur "amateurs" jusqu'à l'année 1982, date à laquelle le trophée de l'AIOCC est unifié. L'homme clé de l'AIOCC est le journaliste et patron de presse Félix Lévitan qui en est le Président de 1961 à 1987. Au début des années 1960 la montée en puissance du cyclisme des pays de l'Est européens et du "Tiers-Monde" pousse à la création de plusieurs structures appelées à régir ce qui est nommé le secteur "amateurs", peu ou pas du tout pris en compte par les challenges internationaux. D'une part au sein de l'UCI est créée une fédération internationale du cyclisme amateur, (FIAC), d'autre part se crée en 1965 la section amateurs de l'Association Internationale des Organisateurs de Courses cyclistes. L'initiative en revient à trois hommes : Jacques Marchand, alors directeur du Tour de l'Avenir, Wlodzimierz Golobiwski, rédacteur au journal polonais Trybuna Ludu, et Heinz Dietrich, secrétaire de la Fédération cycliste de la RDA, tous deux coorganisateurs de la Course de la Paix. Ce « Rassemblement des organisateurs  de courses cyclistes, amateurs », le « ROCC », se donne également pour Président Félix Lévitan. Jacques Marchand en est le secrétaire général jusqu'en 1984. Ce sont ces deux organisations qui mettent sur pieds ce que d'aucuns nomment la "Weltcup"

## Le Trophée de l'AIOCC
Mis en compétition en 1967, le Trophée de l'AIOCC connaît une audience forte auprès des Fédérations cyclistes nationales dont le cyclisme « amateurs » est prépondérant, si ce n'est le seul reconnu jusqu'aux années 1987-1989. Les pays de l'Est européen avant 1989 font de la victoire au Trophée un des objectifs de l'équipe cycliste. Mais ce ne sont pas les seules fédérations à s'y intéresser. Les Fédérations cyclistes des pays scandinaves, Suède, Danemark notamment, et celle des Pays-Bas ont un vivace secteur « amateurs » et délèguent sur les épreuves entrant dans la cotation du Trophée, des sélections nationales où de réels champions font concurrence à leurs homologues soviétiques, polonais, tchécoslovaques, et allemands de la RDA pour ne citer que les premiers plans. Les coureurs hollandais Fedor den Hertog, Frits Schur, voire Joop Zoetemelk (en 1969), les suédois Sven-Åke Nilsson, les frères Pettersson, et de nombreux autres seraient à citer. Si la presse magazine cycliste française passe quasi sous silence ce trophée, il n'en est pas de même en Belgique et aux Pays-Bas. L'annuaire Velo, édité par le journal Het Nieuwsblad publie chaque année jusqu'en 1982 le classement du Trophée de l'AIOCC

### Quelles courses attribuent des points
Les courses « amateurs » donnant des points au trophée de l'AIOCC ont évolué en nombre entre 1967 et 1982, dans le sens d'un accroissement quantitatif et géographique, ce qui fait du pays vainqueur un lauréat peu contestable. Mais, et cette nuance est de taille, ne sont prises en compte par le Trophée dès sa création, que les courses à étapes. S'il semble évident pour des raisons financières, de ne pas déplacer sur de longues distances des équipes de niveau international, d'au moins 5 coureurs pour un unique jour de compétition, c'est le rôle du Championnat du monde, l'absence de "classiques" amateurs parmi les courses donnant des points au classement grève le Trophée de l'AIOCC d'un manque important. 
 Deux exemples permettent de mesurer le "panier" des courses retenues pour le Trophée
 Pour l'année 1970 un annuaire cycliste publie une liste des 16 courses ayant ouvert le crédit de points :
- Tour d'Algérie, Grand Prix d'Annaba, Tour de Belgique amateurs, Olympia's Tour, Course de la Paix, Milk Race, Tour d'Autriche, Tour de Roumanie, Tour de Bulgarie, Tour de Yougoslavie, Tour de Slovaquie, Tour de l'Avenir (qui ne fut pas organisé), Tour de Rhénanie-Palatinat, Tour de Pologne et Championnats du monde individuel et en équipes.

#### En 1975
Cinq ans plus tard, en 1975, la palette des courses à étapes participant au classement reste géographiquement très variée. Mais les Championnats du monde ont été abandonnés. Selon la catégorie dans laquelle elles sont classées, les 3 premières places du classement individuel (le podium) attribuent un nombre de points plus ou moins importants. Ces points ne sont pas individuels, ils sont attribués à l'équipe nationale dont font partie les coureurs concernés selon le barème, révisable chaque année, suivant :
- Courses "spéciales", hors catégorie : une seule course entre tous les ans dans cette rubrique, la Course de la Paix. Cette distinction tient au fait que parmi les fédérations cyclistes fondatrices de la Fédération internationale "amateurs" figurent les puissantes Fédérations de Pologne et de Tchécoslovaquie, organisatrices, via des organes de presse "officiels", de la "Course des 3 capitales". Chaque année une, voire deux autres épreuves entrent dans cette catégorie, pour la (les) mettre en lumière et favoriser les participations internationales, car cela suppose la participation d'au moins 12 équipes nationales (ou de régions représentant le pays concerné)[9]. Le Tour de l'Avenir entre dans cette catégorie permanente, semble-t-il[10] En 1974, pour "son jubilé" le Tour de Yougoslavie, en 1975, pour raison identique, le Tour de Bulgarie, et le Grand Prix Guillaume Tell entrent dans ce "club" restreint.
  - Les 5 premiers du classement général ouvrent le "robinet à points", 10 points au 1er, puis 7, 4, 2 et 1 aux suivants.
- Courses de catégorie "A" : pour l'année 1975, elles sont au nombre de 10 : Tour d'Algérie, Tour de Hollande, Milk Race, Tour d'Autriche, Tour d'Italie amateur, Tour de Yougoslavie, Tour de Bohême, Tour de Colombie, Tour de RDA, Tour de Rhénanie-Palatinat.
  - Elles donnent lieu à l'attribution des points sur les 4 premières places du classement final : 5points au 1er, puis 3, 2,1 aux suivants.
- Courses de catégorie "B" : c'est une catégorie "provisoire", dans laquelle sont reléguées des courses de catégorie "A", faute d'avoir pu satisfaire à toutes les conditions de la catégorie. En 1975 elles sont au nombre de 2 : Tour d’Écosse, Tour de Slovaquie.
  - les 3 premières places donnent droit à : 3, 2, 1 points.
- Les autres courses inscrites par l'AIOCC à son calendrier annuel peuvent être choisies pour entrer dans le classement, sous condition qu'il n'y en ait pas plus d'une par pays (les courses "hors catégorie" n'entrent pas dans cette clause): en 1975, le nombre de ces courses à étapes  est de 70. Le calendrier de ces courses commence au mois de janvier, par le Tour du Táchira, au Venezuela, pour se terminer au mois de décembre en Colombie par la Classica de Oriente.

#### En 1987
La liste des courses prises en compte évolue en fonction de l'existence de ces courses...En 1987, certaines, précédemment inscrites, n'ont plus lieu, tel le Tour d’Écosse. D'autres ont pris de l'importance. 22 épreuves sont prises en compte
- Les courses "supercatégorie" sont au nombre de quatre : la Course de la Paix, le Tour des Régions italiennes, le Tour de Yougoslavie, le Tour de Rhénanie-Palatinat (Rheinland-Pfalz Rundfahrt).
- Les courses de catégorie "A" sont au nombre de dix : le Tour de Basse-Saxe (Niedersachsen Rundfahrt), le Ruban granitier breton, le Tour de Grande-Bretagne (Milk race), le Tour de Colombie, le Tour d'Autriche, le Tour de Bulgarie, le Tour de Pologne, le Prix Guillaume Tell, le Tour de l'Avenir, le Tour de RDA.
- Huit courses, de catégorie "B"  : le Tour d'Algérie, le Tour du Loir-et-Cher, le Tour de Hollande, le Tour de Bohême, le Tour de Slovaquie, Alpe-Adria (Yougoslavie), le Tour d'Italie amateur, le Tour de Turquie

### Le palmarès du Trophée de l'AIOCC
| Année | Vainqueur                   | Deuxième                             | Troisième                  |
| 1967  | Tchécoslovaquie 19 points   | Pays-Bas 19 points                   | Grande-Bretagne 10 points  |
| 1968  | Suède 22 points             | Pologne 18 points                    | RDA 12 points              |
| 1969  | Pays-Bas 50 points          | Pologne 16 points                    | RDA 12 points              |
| 1970  | Pologne 40 points           | Pays-Bas 34 points                   | Tchécoslovaquie 18 points  |
| 1971  | Pologne 51 points           | Pays-Bas 26 points                   | France 23 points           |
| 1972  | Pays-Bas 50 points          | Union soviétique 26 points           | Tchécoslovaquie 24 points  |
| 1973  | Union soviétique 31 points  | Pologne et Tchécoslovaquie 27 points |                            |
| 1974  | Union soviétique 40 points  | Tchécoslovaquie 30points             | Pays-Bas 28 points         |
| 1975  | Pologne 48 points           | Tchécoslovaquie 37 points            | Union soviétique 36 points |
| 1976  | Union soviétique 191 points | Pologne 146 points                   | Tchécoslovaquie 81 points  |
| 1977  | Tchécoslovaquie 132 points  | RDA 106 points                       | Pologne 102 points         |
| 1978  | Union soviétique 210 points | Pologne 136 points                   | Tchécoslovaquie 9 points   |
| 1979  | Union soviétique 246 points | Pologne 139 points                   | RDA 88 points              |
| 1980  | Union soviétique 202 points | RDA 107 points                       | Tchécoslovaquie 100 points |
| 1981  | Union soviétique 191 points | Allemagne de l'Est 100 points        | Pologne 96 points          |
| 1982  | Union soviétique 206 points | RDA 142 points                       | Tchécoslovaquie 90 points  |
| 1983  | RDA 222 points              | Union soviétique 157 points          | Tchécoslovaquie 81 points  |
| 1984  | RDA                         |                                      |                            |
| 1985  | RDA                         |                                      |                            |
| 1986  | Union soviétique 123 points | RDA 107 points                       |                            |
| 1987  | Union soviétique            |                                      |                            |
| 1988  | Union soviétique            |                                      |                            |

Le classement à partir de 1984 ne présente que l'équipe du pays remportant le Trophée de l'AIOCC. Il semble qu'aucun média ne publie de classement
- En 1989, il aurait été attribué à l'équipe de France cycliste, selon l'auteur d'un Dictionnaire international du cyclisme, Claude Sudres.

## Sources
- 28. Friedensfahrt, 1975. Ce cahier de 32 pages (en langue allemande) édité pour les 3 journaux organisateurs de la Course de la Paix par l'un de ceux-ci, Neues Deutschland, dont l'imprimerie se situe à Berlin. Un article de 3 pages (p. 5 à 7) présente le Challenge de l'AIOCC.
- 40. Friedensfahrt, 1987. Un article d'une demi-page (p. 19)
- Velo 25, volume spécial de l'annuaire du même nom, édité en 1976 pour le 25e anniversaire de parution du titre. Dirigé par René Jacobs, Roland de Smet et Hector Mahau, ce livre de 360 pages est édité par la firme Reynolds. Le palmarès du Trophée AIOCC de 1967 à 1975 se trouve p. 277.
- Velo, annuaire dirigé par René Jacobs, imprimé en Belgique par Het Nieuwsblad, éditions annuelles de 1975 à 1982.
- Claude Sudres, Dictionnaire international du cyclisme, 6e édition, de 2004, éditée par l'auteur avec l'aide d'un sponsor du cyclisme.